# Chrystel Marchand
Pour les articles homonymes, voir Marchand.
Chrystel Marchand est une compositrice et pédagogue française née en 1958 à Caen.

## Biographie
Chrystel Marchand naît en 1958 à Caen.
Elle étudie au lycée international de Saint-Germain-en-Laye et compose en 1976, durant sa scolarité, une comédie musicale d'après Aristophane, The Birds, mise en scène par Bill Moon. En musique, elle est élève au Conservatoire de Versailles et travaille la musique de chambre et le piano avec Désiré N'Kaoua.
Parallèlement, elle étudie l'analyse musicale et la composition avec Nadia Boulanger, pédagogue à qui elle rend hommage en 1980 avec une sonate pour piano « in memoriam Nadia Boulanger »,.
Entre 1979 et 1987, Chrystel Marchand est élève au Conservatoire de Paris, en classes d'harmonie, de fugue et contrepoint, de composition, d'orchestration et d'analyse.
En 1984, elle obtient le Certificat d'aptitude (CA) de professeur animateur, année où elle reçoit une commande d'État pour une œuvre pour quinze instruments, Dans un brouillard doré. Suivront plusieurs compositions, L'Âge d'or en 1989, et Les sourires de l'aube en 1990. Elle est pensionnaire de la Casa de Velázquez de 1988 à 1990 (59e promotion). De cette période date Allégories, pour piano, inspirées par des toiles de Brueghel l'Ancien (1989).
Plus tard, elle entreprend des études universitaires qui aboutissent à un DEA en sciences de l'éducation en 2002, puis un doctorat en musicologie en 2007. Elle est professeure de culture musicale puis directrice du Conservatoire du 14e arrondissement de Paris, et compose dans ce cadre plusieurs œuvres pédagogiques.
Comme compositrice, Chrystel Marchand est « sensible à l'écoute des poètes, ce que met en évidence la qualité des textes choisis dans sa musique vocale ». Ainsi des Euclidiennes, pour soprano, flûte et harpe, sur des poèmes de Guillevic, de La jeune captive, pour mezzo-soprano et ensemble instrumental, d'après André Chénier, et plusieurs autres mélodies sur des textes de Jean Follain et Philippe Jaccottet, ou comme inspiration dans des œuvres de musique de chambre, Claudel dans les Méditations sur le De Profundis, et Virgile dans Trois Bucoliques pour hautbois et piano.
D'autres formations instrumentales ont également ses faveurs, à l'image du quatuor à cordes, ou de l'orchestre d'harmonie, pour lequel elle compose en 1987 Ombre et lumière, en hommage à Raoul Dufy et la ville du Havre.

## Œuvres
Parmi ses compositions, figurent notamment :
- Sonate pour piano no 1 « In memoriam Nadia Boulanger », 1980
- Sonate pour alto et piano, 1982
- Fantaisie pour quatuor à cordes, 1983
- Chant donné, concerto pour violon et orchestre, 1986
- Ombre et lumière, pour orchestre d'harmonie, 1987
- Hêtraies, concerto pour saxophone et orchestre à cordes
- Requiem pour un déporté, pour quatre solistes, chœur d'enfants et orchestre, sur un poème d'Yves-Pierre Boulongne, résistant et déporté à Buchenwald, 2006
- Comme une fleur éclose, commande de Musique nouvelle en liberté, 2007
- Sonate pour piano no 2 « Vie et destin », dédiée à Irina Antovna Chostakovitch, épouse de Dmitri Chostakovitch, d'après des fragments du roman éponyme de Vassili Grossman consacré à la bataille de Stalingrad, 2012